# Olympische Sommerspiele 2004/Triathlon
Bei den XXVIII. Olympischen Spielen 2004 in Athen wurden zwei Wettbewerbe im Triathlon ausgetragen, bestehend aus den Teildisziplinen 1,5 km Schwimmen, 40 km Radfahren und 10 km Laufen. Austragungsort war das Vouliagmeni Olympic Centre.

## Bilanz

### Medaillenspiegel
| Platz  | Land               | Gold | Silber | Bronze | Gesamt |
| ------ | ------------------ | ---- | ------ | ------ | ------ |
| 1      | Neuseeland         | 1    | 1      | –      | 2      |
| 2      | Österreich         | 1    | –      | –      | 1      |
| 3      | Australien         | –    | 1      | –      | 1      |
| 3      | Schweiz            | –    | –      | 1      | 1      |
| 5      | Vereinigte Staaten | –    | –      | 1      | 1      |
| Gesamt | Gesamt             | 2    | 2      | 2      | 6      |

### Medaillengewinner
| Disziplin | Gold                | Silber               | Bronze               |
| --------- | ------------------- | -------------------- | -------------------- |
| Männer    | Hamish Carter (NZL) | Bevan Docherty (NZL) | Sven Riederer (SUI)  |
| Frauen    | Kate Allen (AUT)    | Loretta Harrop (AUS) | Susan Williams (USA) |

## Ergebnisse

### Männer
| Platz | Land | Athlet            | Zeit (h)   |
| ----- | ---- | ----------------- | ---------- |
| 1     | NZL  | Hamish Carter     | 1:51:07,73 |
| 2     | NZL  | Bevan Docherty    | 1:51:15,60 |
| 3     | SUI  | Sven Riederer     | 1:51:33,26 |
| 4     | AUS  | Greg Bennett      | 1:51:41,58 |
| 5     | FRA  | Frédéric Belaubre | 1:52:00,33 |
| 6     | GER  | Andreas Raelert   | 1:52:35,62 |
| 7     | DEN  | Rasmus Henning    | 1:52:37,32 |
| 8     | SUI  | Olivier Marceau   | 1:52:44,36 |
| 9     | USA  | Hunter Kemper     | 1:52:46,33 |

Datum: 26. August 2004, 10:00 Uhr

Weitere deutschsprachige Teilnehmer:

19.  Maik Petzold (1:54:50,92 h)

26.  Sebastian Dehmer (1:57:02,88 h)

40.  Reto Hug (2:01:40,43 h)

### Frauen
| Platz | Land | Athletin          | Zeit (h)   |
| ----- | ---- | ----------------- | ---------- |
| 1     | AUT  | Kate Allen        | 2:04:43,45 |
| 2     | AUS  | Loretta Harrop    | 2:04:50,17 |
| 3     | USA  | Susan Williams    | 2:05:08,92 |
| 4     | BEL  | Kathleen Smet     | 2:05:35,89 |
| 5     | ITA  | Nadia Cortassa    | 2:05:45,35 |
| 6     | GBR  | Michelle Dillon   | 2:06:00,77 |
| 7     | ESP  | Ana Burgos        | 2:06:02,36 |
| 8     | POR  | Vanessa Fernandes | 2:06:15,39 |

Datum: 25. August 2004, 10:00 Uhr

Weitere deutschsprachige Teilnehmerinnen:

10.  Brigitte McMahon (2:07:07,73 h)

11.  Anja Dittmer (2:07:25,07 h)

16.  Joelle Franzmann (2:08:18,33 h)

17.  Elizabeth May (2:08:29 h)

19.  Nicola Spirig (2:08:44,46 h)

28.  Eva Bramböck (2:10:19,60 h)